# Míla Fürstová
Míla Fürstová (* 1975 Pelhřimov), vlastním jménem Miluše, je česká malířka a grafička, která dlouhodobě žije ve Spojeném království. Do širšího povědomí se dostala díky dvouleté spoluprací s kapelou Coldplay.
Nejčastěji využívá techniky leptu, který následně koloruje. Využívá také kombinaci technik, vrstvení a prořezávání papíru, tisk na sklo i malbu. Její díla charakterizuje smysl pro detail, jemnost, niternost a snovost.
Díla Míly Fürstové do svých sbírek pořídili Elton John, frontman The Rolling Stones Mick Jagger, filmový režisér James Cameron, V&A Museum v Londýně i královna Alžběta II.
Uznávaný kurátor Grayson Perry umístil její grafiku „All the Rivers That Flow Through Me“ mezi nejvýznamnější současné umělce na Summer Exhibition Royal Academy of Art.
Jejím manželem je britský fotograf Quintin Lake.

## Život a dílo
Narodila se v Pelhřimově, do dvou let žila s rodiči v Hořepníku na Pelhřimovsku, ale většinu dětství (od dvou let) strávila v Hradci Králové, kde stále žije její rodina. V Hradci Králové chodila na Lidovou školu umění Habrmanova.
Ve 14 letech začala studovat Střední uměleckoprůmyslovou školu v Praze. Na Akademii výtvarného umění v Praze ji ale nepřijali, a tak šla studovat výtvarnou výchovu a anglický jazyk na Pedagogické fakultě Univerzity Karlovy v Praze. Po prvním ročníku vysokoškolského studia odjela na léto jako au-pair do Anglie. O rok později získala možnost studovat výtvarnou grafiku na University of Gloucestershire v Cheltenhamu ve Spojeném království. Původně to mělo být jen na rok, ale tam nakonec dokončila celé tříleté bakalářské studium.
V roce 2001 získala magisterský titul na Royal College of Art v Londýně. Ve Spojeném království poté přednášela na několika školách (Coventry University, University of Gloucestershire). V letech 2002–2010 (2003–2009) byla hostující umělkyní na Cheltenham Ladies‘ College, kde vedla ateliér leptu.
V roce 2009 se stala nejmladší členkou Královské akademie západní Anglie v Bristolu. Je zároveň zvolenou členkou Královské společnosti malířů a grafiků (Royal Society of Painters and Printmakers).
Roku 2014 vytvořila obal hudebního alba Ghost Stories anglické skupiny Coldplay., čímž se dostala do širšího povědomí. V rámci dvouleté spolupráce se výtvarně podílela i na čtyřech singlech kapely („Magic“, „True Love“, „Sky Full of Stars“ a „Midnight“). Později v roce 2014 vystavila v Londýně ve spolupráci s A Gallery veškerá díla z dvouleté spolupráce s Coldplay. Kapela přijela osobně na otevření výstavy a Míla věnovala 100 000 liber na podporu dětské charity. Dříve svá díla vystavovala například v Chicagu.
V roce 2015 navrhla obálky k britské verzi celosvětově prodávané knižní sérii The Mortal Instruments (v Česku známé pod názvem Nástroje smrti) od Cassandry Clare, jež autorka schválila a 2. července 2015 šly do prodeje. Ve stejném roce se uskutečnila její výstava Coldplay and Beyond v Galerii Miro. V roce 2016 vytvořila přebaly pro album „Bird Burning“ a 4 singly pro britsko-norskou zpěvačku Sashu Siem. V roce 2018 vytvořila grafický návrh alba Double Album Mekyho Žbirky. Ve stejném roce byly prodávány lahve minerální vody Mattoni s etiketami navrženými Mílou Fürstovou.
se v prostorách třeboňské Galerie 105 uskutečnila výstava Míla Fürstová – Kytice a Babička: ilustrace.
Roku 2019 byla vydána kniha Petra Štěpána Míla Fürstová: Všechny mé řeky, která shrnuje život a dílo umělkyně a obsahuje vyobrazení řady jejích děl. Ve stejném roce měla i premiéru detektivní minisérie České televize Vodník, pro jejíž titulky vytvořila Fürstová grafiku. V roce 2020 byl uveden dokumentární film o její spolupráci s Coldplay (režie Peter Hirjak). Česká premiéra se uskutečnila v pražském Rudolfinu. Ve stejném roce vytvořila obal alba „Anima“ pro kapelu Vesna.
Věnuje se se také ilustracím knih. V roce 2020 ilustrovala britský překlad Erbenovy sbírky Kytice a o rok později Babičku Boženy Němcové (vyobrazení bylo použito i na poštovní známce). Od 18. června do 18. září 2022 byly ilustrace z těchto knih k vidění na výstavě Míla Fürstová – Kytice a Babička: ilustrace v třeboňské Galerii 105. V roce 2023 připravila mural pro fasádu hotelu v Londýně. V roce 2023 ilustrovala nové vydání Máchova Máje. Ilustrace k této sbírce byly v listopadu 2023 vystaveny v pražské galerii Miro Gallery. Od 17. března do 10. června 2022 byla její díla k vidění na výstavě Všechny řeky, které skrze mě plynou v Galerii Vitrína v Českém centru Londýn.
V roce 2022 byla přizvána do Mezinárodní soutěže o návrh uměleckého díla na památku historické porodnice královny Šarloty (Queen Charlotte Lying-in Hospital) v centru Londýna. Tuto soutěž vyhrála a ve spolupráci se Sheppard Robson Architects realizovala v roce 2023 dílo ze smaltu o rozměrech 12 x 5 m na fasádě moderní budovy 191 Marylebone (sloužící jako Premier Inn Hotel) v místech někdejší porodnice.

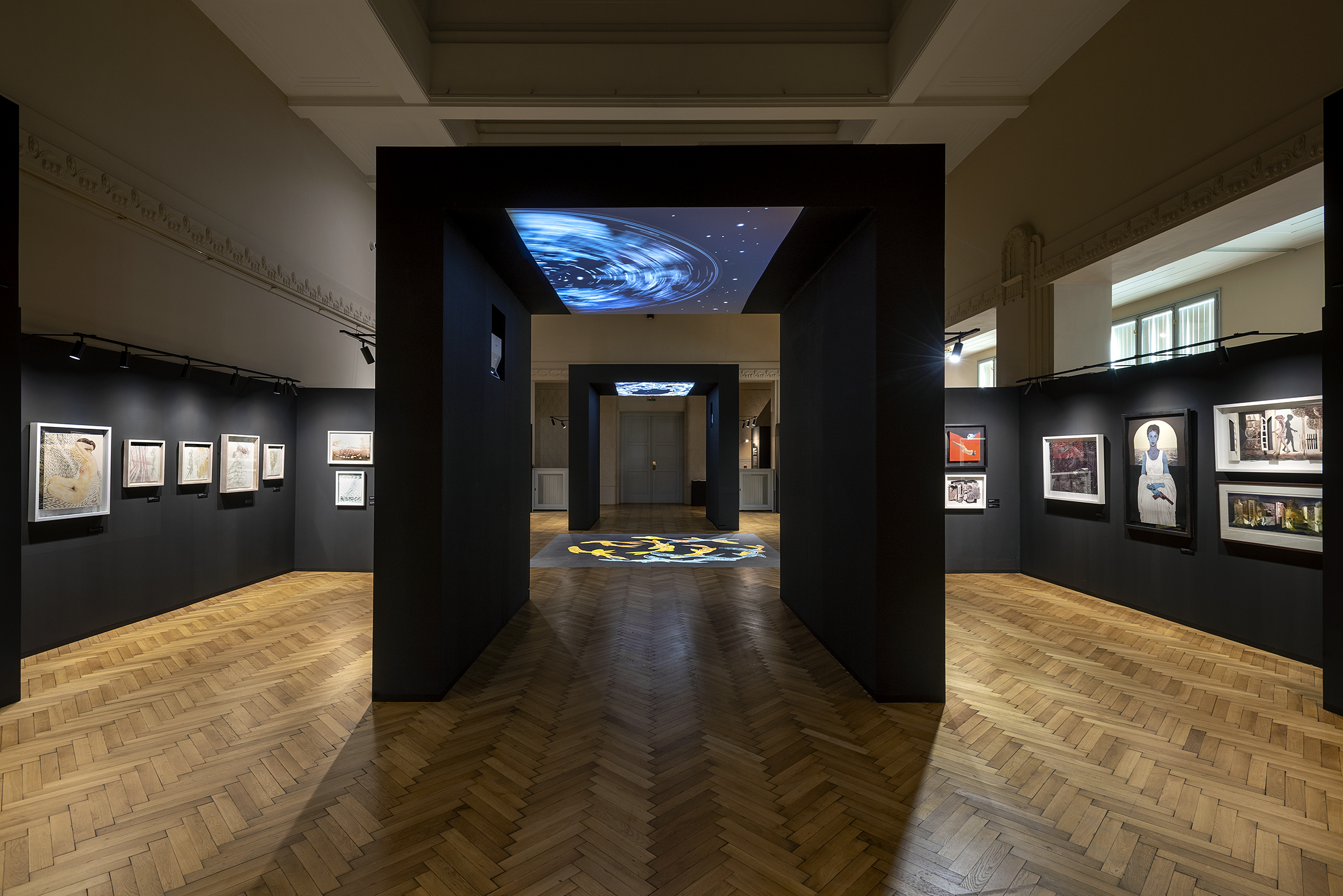
Výstava Taj jemnosti v Muzeu východních Čech v Hradci Králové

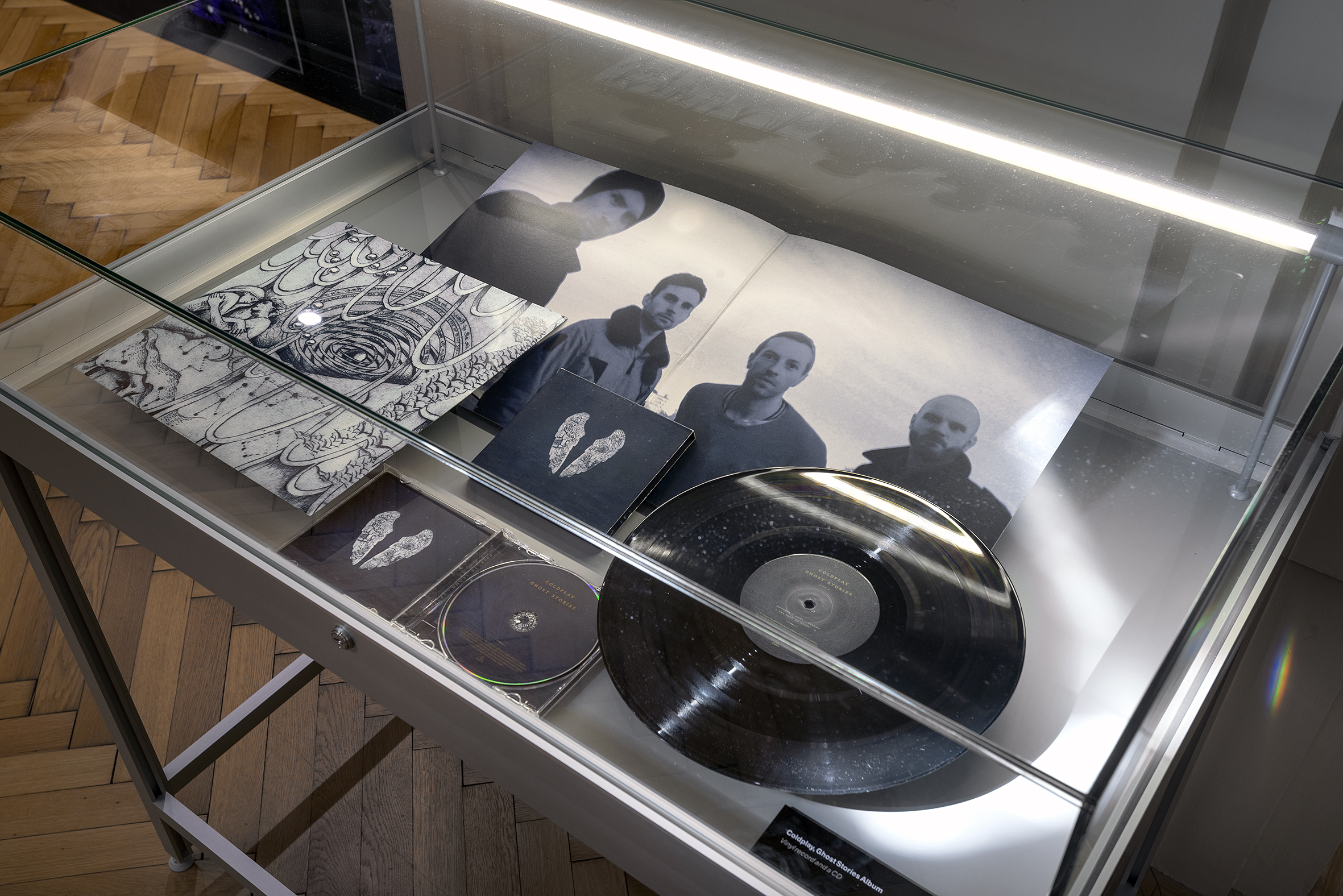
Křídla pro Coldplay na výstavě v Muzeu východních Čech

Od 5. dubna do 27. října 2024 v Muzeu východních Čech v Hradci Králové probíhá dosud největší retrospektivní výstava jejích děl nazvaná Taj jemnosti aneb Návraty domů. Jedná se o její první výstavu v Hradci Králové po 25 letech. Výstava obsahuje více než 100 děl jako průřez její tvorby od dob středoškolských studií, přes studia v Londýně či její pedagogické působení na škole v Cheltenhamu. Slavnostní vernisáž proběhla 4. dubna 2024. Začala v 16 hodin v Bio Central promítáním dokumentárního filmu Křídla pro Coldplay s debatou. Poté se návštěvníci průvodem, v jehož rámci vystupovali žáci základních uměleckých škol v Hradci Králové, přesunuli na Eliščino nábřeží, kde probíhala vernisáž v historické budově královéhradeckého muzea. Poprvé jsou vystaveny kovové matrice či skicáky ze studentských let autorky. K vidění je i originál Křídel pro Coldplay i předloha, na základě níž vzniklo dvanáctimetrové dílo Mother's Love připomínající někdejší Porodnici Královny Charlotty v Londýně.

## Ocenění
- Eva Jiřičná, AI Design Commission, Architektonická instalace, Praha
- Coldplay commission, Album and four singles artwork, Londýn
- The Brook Gallery Award for Best Print, Bite, Mall Galleries, Londýn
- Julian Trevelyan Memorial Award, Originals, Mall Galleries, Londýn
- Art Residency Award, Scuola Grafica, Benátky
- Fenton Arts Trust Prize, Originals, Mall Galleries, Londýn
- London Print Studio Prize, Open Print, Rwa, Bristol
- Curwen Prize, Originals, Mall Galleries, Londýn
- Tisk roku 2002, Grafika roku, Praha
- Royal Society Of Painters-Printmakers Award, Londýn
- Royal College Of Art Society Award, Londýn[11]